# ФК Брюне
ФК Брюне (на норвежки: Bryne Fotballklubb, Брюне Фотбалклуб, старо име Брюне ИЛ) е норвежки футболен клуб, базиран в едноименния град Брюне. Състезава се във второто ниво на норвежкия футбол Адеколиген. Играе мачовете си на стадион Брюне.

## Успехи
- Носител на купата на Норвегия 1987 г.

## Европейски турнири
Участвал е в турнира за купата на УЕФА през 1988 г.